# Scrophularia densifolia
Scrophularia densifolia är en flenörtsväxtart som beskrevs av Ignatz Urban och Ekman. Scrophularia densifolia ingår i släktet flenörter, och familjen flenörtsväxter. Inga underarter finns listade i Catalogue of Life.